# Nicholas McCarthy (director)
Nicolas McCarthy (nascut el 10 de novembre de 1970) és un director de cinema i escriptor nord-americà amb seu a Los Angeles. Amant de tota la vida del cinema, McCarthy va lluitar durant les primeres dècades de la seva carrera, rebent el seu primer pas a la indústria del cinema als 40 anys amb l'estrena del seu llargmetratge de 2012 The Pact. El 2014 va estrenar At the Devil's Door, establint-se principalment com a creador de pel·lícules de terror.

## Primers anys
McCarthy va néixer a New Hampshire en una família catòlica irlandesa-americana. La seva família es va traslladar a la Àrea de Boston quan el pare de McCarthy va ocupar un lloc com a director a la Brookline High School. La seva mare també treballava a l'educació com a mestra d'escola.
McCarthy va començar a rodar pel·lícules als 10 anys amb una Càmera Super 8. Una de les primeres sortides al cinema de McCarthy va ser veure la pel·lícula Tauró  amb la seva germana gran, i més tard va freqüentar molts cinemes de repertori de Boston, com ara el Coolidge Corner Theatre, que van projectar impressions en 35 mm de pel·lícules estatunidenques i estrangeres més antigues. L’emissora de televisió local WLVI també va proporcionar a McCarthy accés gratuït a les pel·lícules B mitjançant el seu programa setmanal de ciència-ficció i pel·lícula de terror Creature Double Feature
McCarthy es va fascinar amb la cinematografia i a secundària es va sentir atret per les pel·lícules de David Cronenberg, George Romero, John Waters i David Lynch. Quan va entrar a Brookline High, McCarthy va entaular una amistat amb el futur autor i humorista John Hodgman. Ambdós van compartir l'amor per les pel·lícules estranyes i van coeditar la polèmica revista Samizdat. Va rebre el nom de la literatura clandestina dissident a la Unió Soviètica, i els amics la van publicar gratuïtament. La política editorial oberta de la publicació artesanal de secundària va provocar un debat sobre la lliure d'expressió entre els estudiants i el professorat de l'escola i va atraure l'atenció de tota la ciutat als seus joves editors. Durant la seva adolescència McCarthy també va fer curtmetratges amb una càmera de vídeo i vas incursionar en l'animació a través de classes a l'institut i a un centre artístic local.

## Carrera cinematogràfica
Després de l'escola secundària, McCarthy va viure a Chicago i va prendre classes de cinema al Columbia College abans de traslladar-se a Nova York per assistir a SUNY Purchase a temps complet. Després de graduar-se en cinema, es va traslladar a Brooklyn i va treballar com a barman. En el seu temps lliure, McCarthy treballava al seu apartament amb una màquina d'edició llogada per acabar una pel·lícula que havia començat a SUNY. McCarthy només va mostrar la pel·lícula una vegada, a un grup d'amics seus en una sala de cinema llogada.
L'any 2000 McCarthy es va traslladar a Los Angeles on va dormir en un sofà a casa de la seva germana abans de llogar un apartament a Sunset Boulevard per 500 dòlars al mes. Aviat va formar l'Alpha 60 Film Collective amb els seus companys cinèfils Neil Matsumoto i Cecil Castellucci. Anomenada pel vilà informàtic fictici de la pel·lícula de Jean-Luc Godard Alphaville, el grup va col·laborar en la realització de nombrosos curtmetratges, que van projectar a l'Echo Park Film Center. La 12a pel·lícula de McCarthy per a Alpha 60, titulada Maid, va ser concebuda com un documental en castellà que evoluciona cap a un musical coreà en menys de sis minuts. En veure el curt, un explorador del Festival de Cinema de Sundance va recomanar a McCarthy que enviés qualsevol treball posterior a Sundance. Aquest vot de confiança va impulsar McCarthy a fer "Cry for Help", un curtmetratge sobre un zombi de Jesuscrist, que es va estrenar a Sundance el 2005. El seu següent curtmetratge, Chinese Box, protagonitzat per Sam Ball i Petra Wright, es va rodar per només 300 dòlars i es va projectar a Sundance el 2009. Cada pel·lícula va fer un circuit de festivals i va despertar l'interès net dels productors, però no hi va haver ofertes per a més producció.
El seu tercer curt per Sundance, una història de fantasmes d'11 minuts anomenada The Pact, va debutar l'any 2011. Quan el curt va optar per a una producció més llarga, en sis setmanes McCarthy el va expandir en un llargmetratge i va ser contractat per dirigir la nova versió de llargmetratge de la pel·lícula. El llargmetratge de 89 minuts de The Pact es va estrenar a Sundance el 2012 i va ser distribuïda per IFC . Un ampli llançament al Regne Unit va recaptar 4 milions de dòlars, i la pel·lícula va tenir una bona acollida als Estats Units amb Los Angeles Times que més tard la va anomenar "una pel·lícula de cases embruixades feta nítida que es va beneficiar del seu enfocament de bossa de sorpreses." McCarthy immediatament es va posar a treballar en la seva següent pel·lícula, originalment titulat Home, que es va estrenar al Festival de Cinema South by Southwest d'Austin el 2014. Abans de la distribució, McCarthy va canviar el nom de la pel·lícula a At the Devil's Door a proposta de l'IFC. Aquell mateix any McCarthy va ser productor executiu d’una seqüela de The Pact protagonitzada pels protagonistes originals de la primera pel·lícula, però escrita i dirigida per Dallas Hallam i Patrick Horvath. McCarthy no va tenir cap implicació creativa amb la seqüela.
McCarthy va ser abordat pels directors de cinema de terror francesos Julien Maury i Alexandre Bustillo per fer una versió en anglès de la seva pel·lícula Livide, però el projecte va fracassar. El 2016, McCarthy va aparèixer com a part del conjunt de 17 discos Blu-ray Feast, que commemorava la vida i les pel·lícules de Herschell Gordon Lewis.Aquell mateix any va contribuir amb un curtmetratge sobre el Conill de Pasqua a l'antologia de pel·lícules de terror Holidays. El curt va ser elogiat tant per escriptors seculars com religiosos en línia com un examen inquietant de la fe.
McCarthy va dirigir el thriller de terror The Prodigy per a Orion Pictures, que es va estrenar el 8 de febrer de 2019. La pel·lícula va ser escrita per Jeff Buhler i protagonitzada per Taylor Schilling i Jackson Robert Scott.

## Nominacions als premis
Al Festival de Cinema de Sundance de 2011, la versió curta original de McCarthy de The Pact va ser nominada a un premi de realització de curtmetratges en la categoria de pel·lícula dramàtica dels Estats Units.
Al South by Southwest Film Festival de 2014, el públic va nominar Home per a un premi a la categoria Midnighters.

## Vida personal
El 2007 McCarthy es va casar amb la companya d’universitat Alexandra Lisee, una productora de televisió, cinema i vídeo que també va produir el primer curtmetratge de McCarthy per a Sundance. Tenen una filla, Agatha.

## Filmografia
| Any  | Pel·lícula          | Crèdit                           | Notes                                                                             |
| ---- | ------------------- | -------------------------------- | --------------------------------------------------------------------------------- |
| 2004 | Maid                | Director, escrit per, compositor | Curtmetratge, codirigit i coescrit amb Sam Zuckerman                              |
| 2005 | Cry for Help        | Director, escrit per             | Curtmetratge, coescrit amb Charlie Short                                          |
| 2009 | Chinese Box         | Director, escrit per             | Curtmetratge                                                                      |
| 2011 | The Pact            | Director, escrit per             | Curtmetratge                                                                      |
| 2011 | Catch .44           | Agraïment especial               |                                                                                   |
| 2012 | The Pact            | Director, escrit per             |                                                                                   |
| 2014 | At the Devil's Door | Director, escrit per             |                                                                                   |
| 2016 | Holidays            | Director, escrit per             | Segment Easter                                                                    |
| 2016 | Love is Dead        | Agraïment especial               | Curtmetratge                                                                      |
| 2017 | The Neighbor        | Agraïment especial               |                                                                                   |
| 2017 | Jackals             | Thanks                           |                                                                                   |
| 2017 | Final Vision        | Director                         | Telefilm                                                                          |
| 2019 | The Prodigy         | Director                         |                                                                                   |
| 2020 | Body Cam            | Guionista                        | Va coescriure el guió amb Richard Riedel, basat en una història de Richard Reidel |